# Solomon Bonnah
Solomon Owusu Bonnah (* 19. August 2003 in Amsterdam) ist ein niederländischer Fußballspieler. Der überwiegend bei Ajax Amsterdam ausgebildete Abwehrspieler stand zuletzt beim SK Austria Klagenfurt unter Vertrag.

## Karriere

### Verein
Bonnah wurde hauptsächlich in der Jugendakademie von Ajax Amsterdam ausgebildet und schloss sich 2019 der Nachwuchsabteilung von RB Leipzig an. Seit seinem Wechsel absolvierte er 14 Partien für die U17 sowie 15 Einsätze für die U19 von RB Leipzig. Am 14. Oktober 2021 wurde er aufgrund seiner guten Leistungen mit einem Profivertrag bis 2023 ausgestattet.
Zur Saison 2021/22 wurde Bonnah vom neuen Cheftrainer Jesse Marsch in den Profikader hochgezogen. Daneben stand er weiterhin im Kader der U19. Sein Debüt für die Profimannschaft gab er in der Champions League am 24. November 2021 beim 5:0-Sieg gegen den FC Brügge, als er in der Schlussphase eingewechselt wurde. In der Bundesliga debütierte Bonnah am 13. Spieltag im Heimspiel gegen Bayer 04 Leverkusen mit einem Fünf-Minuten-Einsatz. Für die Profis folgte im Januar 2022 unter Marsch' Nachfolger Domenico Tedesco noch ein Einsatz im DFB-Pokal, den die Leipziger am Saisonende gewannen. Ansonsten kam Bonnah für die U19 zum Einsatz, für die er 18-mal in der A-Junioren-Bundesliga und 4-mal in der UEFA Youth League auflief.
Nach dem Ende seiner Juniorenzeit nahm Bonnah während der Sommervorbereitung 2022 am Training des Zweitligisten 1. FC Magdeburg teil, konnte sich aber nicht für eine Verpflichtung empfehlen. Später scheiterte ein Transfer zum Schweizer Erstligisten FC Lugano. Daraufhin wechselte er Ende August 2022 zum österreichischen Bundesligisten SK Austria Klagenfurt, bei dem er einen bis Juni 2025 laufenden Vertrag erhielt. Für Klagenfurt kam er zu 64 Einsätzen in der Bundesliga, aus der das Team 2025 abstieg. Daraufhin verließ er den Verein per Vertragsende.

### Nationalmannschaft
Bonnah wurde in den Niederlanden geboren und hat ghanaische Wurzeln. Er ist Jugendnationalspieler für die Niederlande und lief bereits 20 Mal für diverse Nachwuchsteams seines Heimatlandes auf.

## Erfolge
- DFB-Pokal-Sieger: 2022